# 布尔吉尼翁 (奥布省)
布尔吉尼翁（法語：Bourguignons，法語發音：[buʁɡiɲɔ̃]）是法国奥布省的一个市镇，属于特鲁瓦区。

## 地理
布尔吉尼翁（48°7'51"N, 4°21'33"E）面积16.42 平方千米，位于法国大東部大區奥布省，该省份为法国中北部省份，北起马恩省，西接塞纳-马恩省，西南至约讷省，东南至科多尔省，东临上马恩省。
与布尔吉尼翁接壤的市镇（或旧市镇、城区）包括：塞纳河畔巴尔、绍富尔莱巴伊、库尔特诺、弗拉利涅、萨尔斯河畔瑞利、马尼昂、马罗勒莱巴伊、维雷苏巴尔。

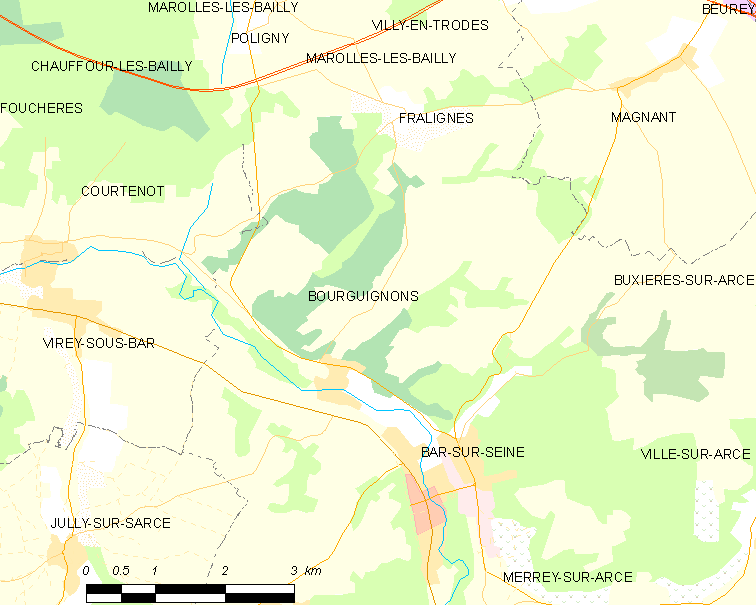
的OSM定位图

布尔吉尼翁的时区为UTC+01:00、UTC+02:00（夏令时）。

## 行政
布尔吉尼翁的邮政编码为10110，INSEE市镇编码为10055。

## 政治
布尔吉尼翁所属的省级选区为塞纳河畔巴尔县。

## 人口

1962-2008年间人口变化图示

布尔吉尼翁于2022年1月1日时的人口数量为252人。